# Анастасија Обреновић
Анастасија Алексић фон Мајна, девојачко Обреновић (1839 — Грац, 28. фебруар 1933), била је прва ћерка Јована Обреновића из његовог другог брака са Аном Обреновић, а друга укупно. Последњи је директни строго брачни потомак династије Обреновић.

## Биографија
Рођена је 1839. године од оца Јована Обреновића и мајке Ане. Јован је био млађи рођени брат тада владајућег кнеза Србије Милоша Обреновића, а старији брат Јеврема Обреновића. Анастасија је била прво дете из другог брака њеног оца са Аном Јоксић. Полубрат Обрен и полусестра Савка су као деца преминули пре њеног рођења.
Уочи њеног рођења је дошло до сукоба кнеза Милоша са Уставобранитељима, а њен отац је 1839. повео неуспелу Јованову буну. Убрзо после тога њен стриц подноси абдикацију у корист свог старијег сина Милана, који због тешке болести није био у стању да управља државом, па је у његово име Србију водило Намесништво чији члан је био и њен други стриц Јеврем. После Миланове смрти, њен други брат Михаило је постао кнез, али је Намесништво и даље остало на челу државе, овај пут због Михаиловог малолетства. Три године касније је њен отац био прогнан у Аустрију после Вучићеве буне, а брат од стрица је 1842. био приморан да абдицира, и оде у иностранство. Млађа сестра Ермила јој се родила 1844, а отац јој је преминуо 1850. у Сремским Карловцима.
За Теодора Алексића од Мајне, сина аустријског маршака Фердинанда Алексића, удала се 1858. у Новом Саду. Убрзо по њиховом венчавању избија Други рат за уједињење Италије, у ком јој је муж био тешко рањен. Теодор Алексић се од последица рањавања никад није потпуно излечио, и напослетку је преминуо 1878. у 13. округу Беча Хицингу. Анастасија се 1879. преселила у Нови Сад, где је живела до 1891, када се трајно преселила у Грац. Са мужем је имала 3 ћерке, од којих су две преминуле 1916, и 1930. у Грацу. Преостала ћерка јој се звала Гвелине.
По писању Grazer Volksblatt, Анастасија је преминула 28. фебруара 1933. у Грацу, у Републици Аустрији. Према писању Политике, жеља јој је била да је после смрти кремирају, али је уместо тога пребачена у Нови Сад, где је сахрањена на Успенском гробљу поред супруга и сестре Ермиле.
Последњи је строго брачни директни потомак династије Обреновић, мада и данас има потомака брата по мајци њених стричева, Јаковљевића. Надживела је владавину своје династије за скоро 30 година.

## Породица

#### Супружник
| име                     | слика | датум рођења | датум смрти |
| ----------------------- | ----- | ------------ | ----------- |
| Теодор Алексић од Мајне |       |              | 1878.       |

#### Деца
| име     | слика | датум рођења | датум смрти | супружник |
| ------- | ----- | ------------ | ----------- | --------- |
| ћерка   |       | ?            | 1916.       |           |
| ћерка   |       | ?            | 1930.       |           |
| Гвелине |       | ?            | ?           |           |